# 共に歩く
『共に歩く』（ともにあるく）は、2014年4月5日公開の日本のドラマ恋愛映画。

## 概要
近年急増していると言われる、お互いの関係維持のため過度に依存し合う共依存を主題にした作品。本作が長編映画初監督作品となる宮本正樹が監督・脚本を務めた。
心に傷を負った女性と彼女を支える恋人、アルコール依存症の父の影響で自傷癖がある子供とその母親、アルツハイマー型認知症の妻と困惑するその夫、難しい3組の人間関係を描いている。

## あらすじ
親から愛情を注がれずに育った明美は精神的に不安定で、恋人である哲也を束縛してしまう。そんな明美を献身的に支える哲也だが、戸惑いも隠せない。
小学校教諭の哲也の学校の生徒であるタケルは、不安になると体を叩くなどの行動を取るため、母親である真由美にさえも気味悪がられてしまう。
明美の母親・陽子は、アルツハイマー型認知症を発症してしまい、夫である定雄に対しての信頼に疑念を抱いてしまう。定雄は困惑してしまい、夫婦の絆が揺らぎ始める。

## キャスト
- 松本哲也 - 小澤亮太[1][2][3][4][5]
- 岩村明美 - 入山法子[1][2][3][4][5]
- 弓永真由美 - 河井青葉[1][2][3][4][5]
- 弓永タケル - 長島暉実[1][2][3][4][5]
- 川島ケンジ - 日向丈[1][2][3][4][5]
- 野口雄一 - 染谷俊之[1][2][3][4][5]
- 岩村陽子 - 朝加真由美[1][2][3][4][5]
- 岩村定雄 - 螢雪次朗[1][2][3][4][5]

## スタッフ
- 監督・脚本 - 宮本正樹[1][6][7][8]
- 製作 - 梶修明・村田亮・長田安正・菅谷英一[2][6][7]
- プロデューサー - 佐伯寛之[2][6][7][8]
- 撮影 - 千葉史朗[2][6][7][8]
- 美術 - 吉野昌秀[2][6][7][8]
- 音楽 - 藤野智香 [2][6][7][8]
- 録音 - 光地拓郎[6][7][8]
- 照明 - 上野敦年[2][6][7][8]
- 編集 - 佐藤崇[6][7][8]
- 衣裳/スタイリスト - EIKI・石山貴文[6][7][8]
- ヘアメイク - 平岡美樹[6]
- 制作担当 - 三島翔一[6][7][8]
- 助監督 - 井手上拓哉[2][6][7][8]

## DVD
2016年9月30日発売。
- 発売元 - TOブックス
- 販売元 - TOブックス